# ورزشگاه ساردینیا آرنا
ورزشگاه ساردینیا آرنا (ایتالیایی: Sardegna Arena) یک ورزشگاه موقت فوتبال در شهر کالیاری، ایتالیا است.
این ورزشگاه که در سال ۲۰۱۷ به عنوان ورزشگاه موقت با مصالح پیش ساخته و در محل پارکینگهای ورزشگاه سنت الیا برپا شده، دارای ۱۶٬۲۳۳ نفر ظرفیت بوده و ورزشگاه خانگی باشگاه فوتبال کالیاری تا زمان تکمیل پروژه ورزشگاه تازه این باشگاه که به فاصله چند ده متر و در همان مکان ورزشگاه قدیمی و در دست تخریب باشگاه یعنی سنت‌الیا احداث خواهد شد محسوب می‌شود. این ورزشگاه از سال ۲۰۲۱ به دلایل تجاری اونی‌پُل دُموس نامیده شده است.

## نگارخانه

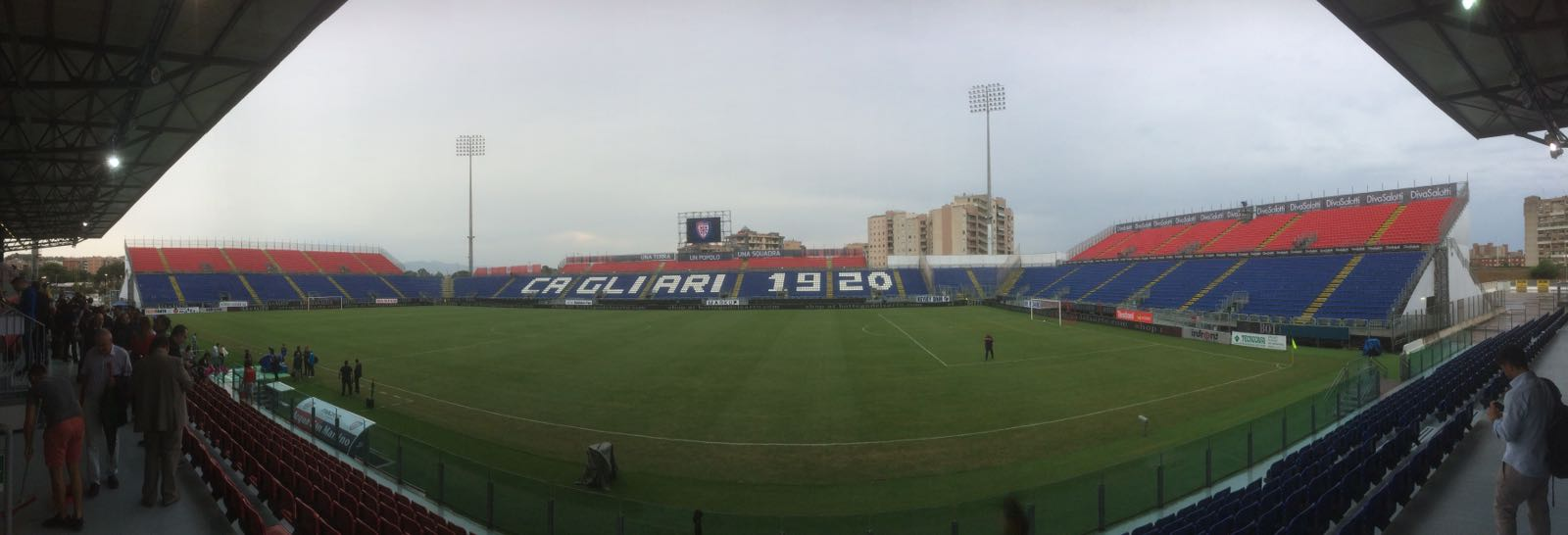